# Entodon hampeanus
Entodon hampeanus är en bladmossart som beskrevs av C. Müller 1845. Entodon hampeanus ingår i släktet Entodon och familjen Entodontaceae. Inga underarter finns listade i Catalogue of Life.